# What If (singel Coldplay)
What If – piosenka rockowej grupy Coldplay, pochodząca z jej wydanego w 2005 roku albumu, X&Y. W czerwcu 2006 roku została wydana jako singel we francuskich stacjach radiowych oraz w pozostałych stacjach francuskojęzycznych umiejscowionych w Belgii i Szwajcarii. Wydanie singla na CD dostępne było w Belgii i zawierało te same utwory dodatkowe, co wydanie singla „The Hardest Part” („How You See the World”, nagrane na żywo w Earls Court), które miało znacznie szerszy zasięg, bo objęło zarówno Europę, jak i Japonię oraz Australię.

## Znaczenie
Według wielu tabloidów piosenka opowiadała o związku wokalisty Chrisa Martina z jego żoną Gwyneth Paltrow. Zmieniło się to, gdy podczas jednego z wykonań koncertowych „What If”, na pianinie Martina znajdowało się jabłko. Zaczęto spekulować, iż piosenka w rzeczywistości dotyczy nie związku wokalisty, ale jego córki Apple (ang. apple – jabłko).

## Lista utworów
- Belgijskie wydanie CD

1. „What If” (Tom Lord Alge mix) – 5:07
2. „How You See the World” (na żywo z Earls Court) – 4:16